# Georg af Klercker (militär)
Georg Nathanael af Klercker, född den 25 oktober 1832 i Kristianstad, död den 29 januari 1904 i Stockholm, var en svensk sjömilitär. Han var sonson till Adolf af Klercker.
af Klercker blev sekundlöjtnant vid flottan 1851 och premiärlöjtnant 1858. Efter anställning i engelsk örlogstjänst 1857–1859 blev han kapten 1866, kommendörkapten av andra graden 1875 och av första graden 1882. af Klercker var chef för sjötrupperna vid flottans station i Karlskrona 1875–1878, chef för artilleridepartementet vid flottans station i Stockholm 1881–1884 och kommendant där 1884–1886. Han befordrades till kommendör 1886 och till konteramiral 1892. af Klercker var varvschef vid flottans station i Stockholm 1886–1890 och stationsbefälhavare där 1892–1897. Han fick sistnämnda år avsked med tillstånd att som konteramiral kvarstå i flottans reserv. af Klercker fick avsked ur krigstjänsten 1902. Han invaldes som ledamot av Örlogsmannasällskapet 1875 och blev hedersledamot 1892. af Klercker blev riddare av Svärdsorden 1876 och kommendör av första klassen av samma orden 1888.